# Bhanupriya
Bhanupriya, właśc. Mangabhanu (hindi ਮੰਗਲਾਬਾਮਾ (ur. 15 stycznia 1967 w Rangampecie w stanie Andhra Pradesh) – indyjska aktorka, tancerka bharatanatjam i kuchipudi oraz lektorka.

## Życiorys

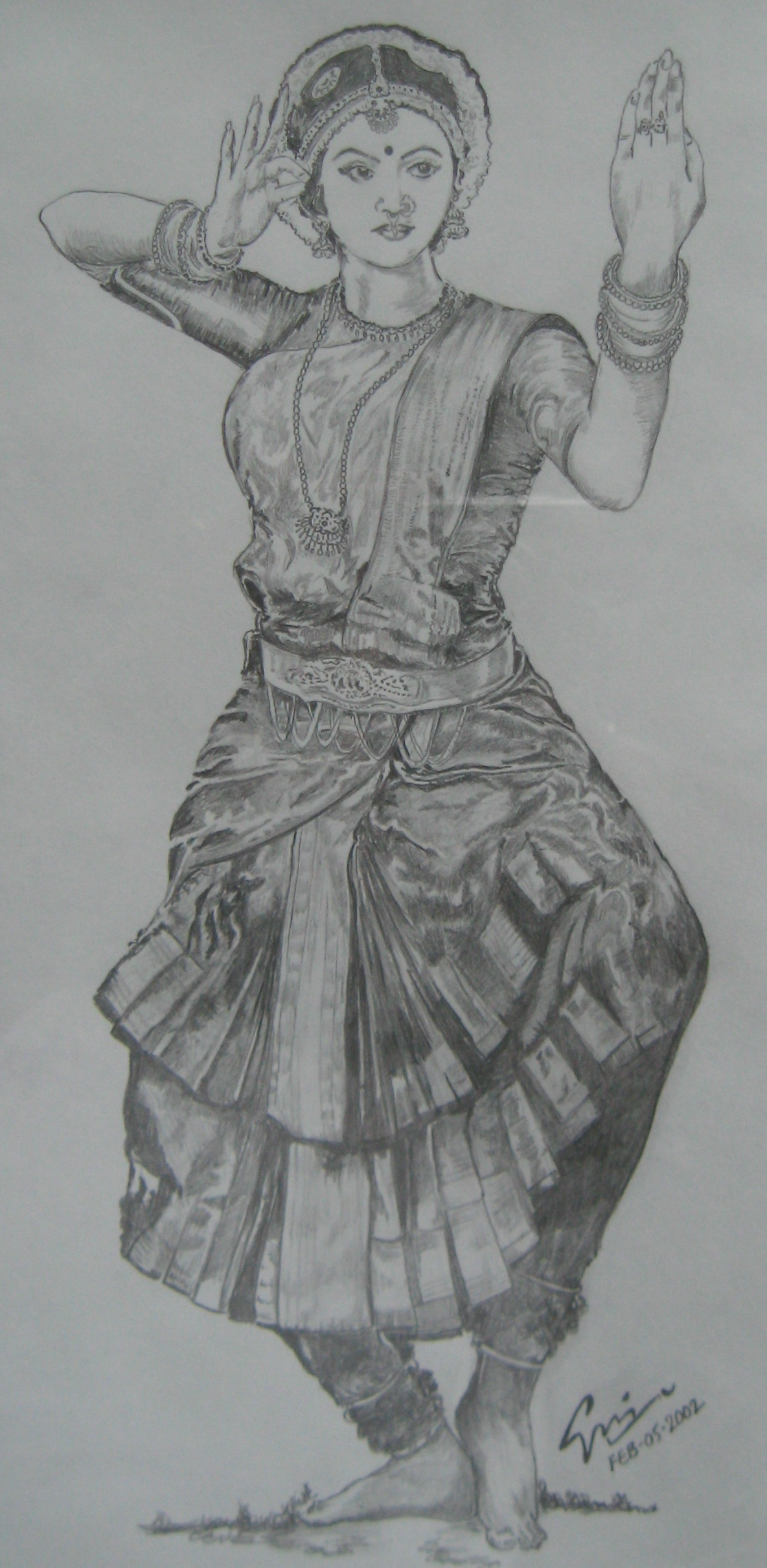
Bhanupriya jako tancerka bharatanatjam

Przyszła na świat w rodzinie mówiącej w języku telugu. Jest córką Pandu Babu i Ragamali. Rodzina przeniosła się z Rangampety do Ćennaju. Ma starszego brata Gopikrishanę i młodszą siostrę Shantipriyę, która od lat 90. XX wieku jest aktorką filmową.
W latach 1983–1995 była jedną z czołowych aktorek w Indiach. Zadebiutowała w tamilskim filmie Mella Pesungal (1983). Następnie pojawiła się w filmie w języku telugu Sitaara, który zdobył National Film Award for Best Feature Film in Telugu. W 1985 zagrała w filmie Anveshana. Rok później zadebiutowała w kinie hindi filmem Dosti Dushmani. W 1988 wystąpiła w Swarnakamalam, który był pokazywany na Indyjskim Międzynarodowym Festiwalu Filmowym w 1988 oraz na Ann Arbor Film Festival. Za rolę w tym filmie otrzymała nagrodę Indian Express dla najlepszej aktorki, Nagrodę Nandi dla najlepszej aktorki i Nagrodę Filmfare dla najlepszej aktorki w języku telugu. W latach 1989 i 1991 role w tamilskich hitach Aararo Aariraro i Azhagan przyniosły jej Tamil Nadu State Film Award Special Prize. Za wkład w kinie południowoindyjskie otrzymała nagrodę JFW Divas of South India, a za całokształt twórczości nagrodę Gemini TV Puraskaram.
W 1998 w Malibu poślubiła Adarsha Kaushala, inżyniera grafiki cyfrowej. W 2002 urodziła córkę Abhinayę. Wróciła do Indii i wznowiła karierę aktorską.